# Backhaus (Gemünden (Taunus))

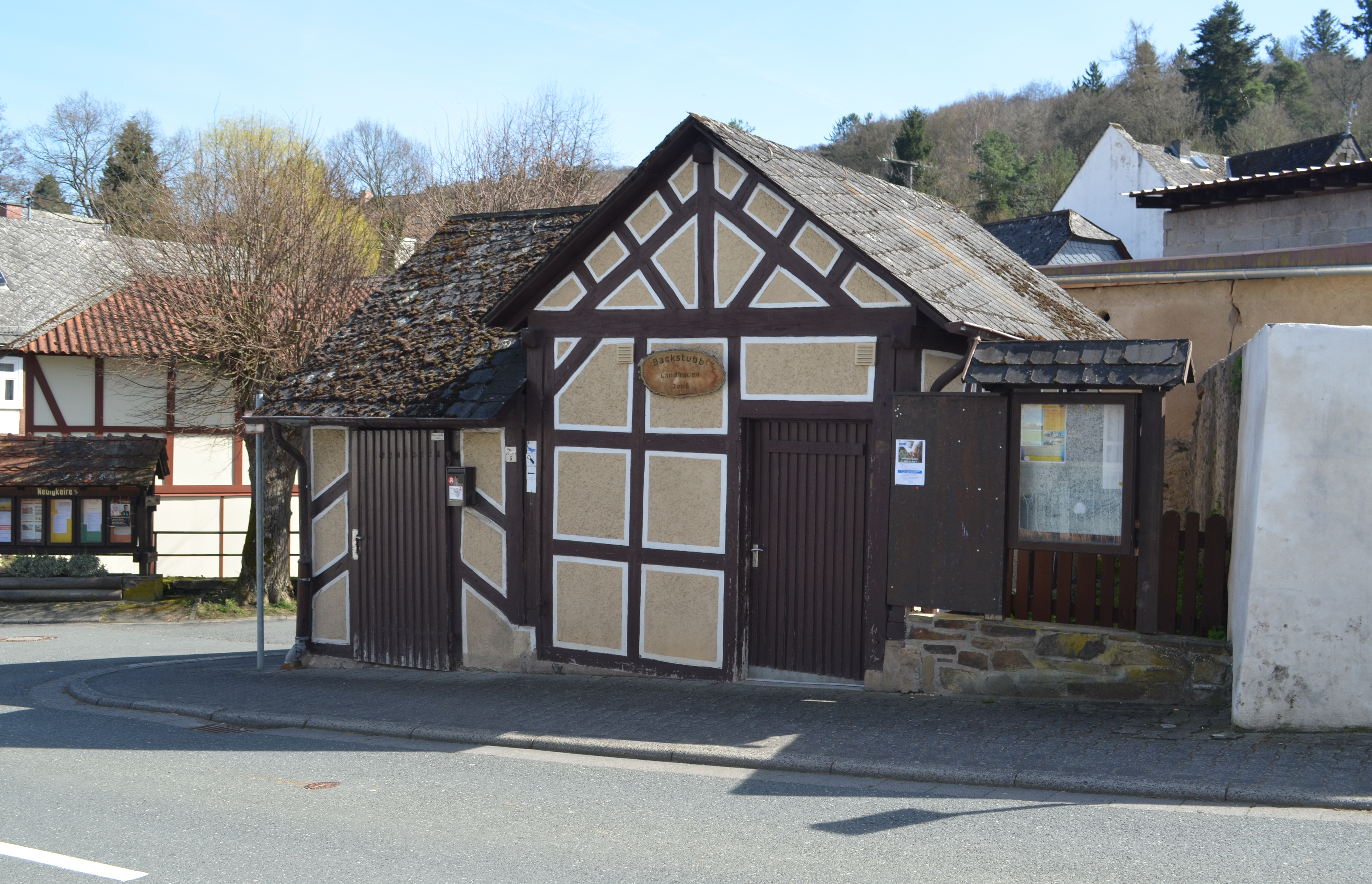
Backhaus

Das Backhaus in Gemünden (Taunus) steht als Kulturdenkmal unter Denkmalschutz.
Das kleine Fachwerkhaus in der Straße Am Sattelbach (ohne Hausnummer), Ecke Usingen Straße stammt nach den Erkenntnissen des Ortshistorikers Brono Rühl aus den 1930er Jahren (abweichend hiervon gibt die Denkmaltopographie als Alter „wohl 19. Jahrhundert“ an). Ursprünglich wurde das Haus als Spritzenhaus genutzt und der damalige Spritzenwagen in dem 12 m² großen Haus abgestellt. An der Rückseite war ein Telegrafenmast aufgestellt, an dem eine handbetrieben Sirene angebracht war. Diese befindet sich heute im Besitz der Feuerwehr.
1959 wurde das Dorfgemeinschaftshaus mit angebautem Feuerwehrhaus erbaut. Die Freiwillige Feuerwehr zog mit ihrem Gerät aus dem alten Gebäude aus. Es wurde nun von der neu gegründeten Milchgenossenschaft als Milchsammelstelle genutzt. 1968 wurden 8800 Liter Milch pro Tag gesammelt und an die Molkerei in Weilmünster weitergeben. Nach dem Ende dieser Nutzung erhielt der damalige Heimat- und Verkehrsverein das Haus zur Nutzung und verwendete es als Lager. Seit 2005 nutzen die Landfrauen das Haus und haben dort eine Backstube eingerichtet.
An das Gebäude wurde ein kleiner Seitentrakt angebaut, der die Viehwaage enthielt.
Da das Haus historisch nicht als Backhaus genutzt wurde, ist der Name des Gebäudes irreführend. Seit 1928 wurde eine ehemalige Kapelle aus dem 16. Jahrhundert in ein Backhaus umgebaut. Dieses wurde 1948 aufgestockt und als Rathaus genutzt.